# 유엔평화로 (부산)
유엔평화로(UN pyeonghwa-ro)는 부산광역시 남구 대연동에서 용당동까지 이르는 부산광역시도로, 총 연장은 1.749 km이다. 도로의 명칭이 유래된 것은 이 일대에 유엔평화문화특구로 이미 지정되어 있기 때문이다.

## 역사
- 2009년 12월 24일 : 도로명으로 유엔평화로를 고시

## 주요 경유지
- 남구
  - 대연1동 - 대연4동 - 용당동

## 접촉하는 도로
- 수영로
- 유엔로
- 석포로
- 신선로
- 동명로 (직결)

## 주요 건물 및 시설
- 재한유엔기념공원 (유엔평화로 93/대연동 779-1)

## 같이 보기
- 재한유엔기념공원
- 유엔로
- 유엔